# نيكي بار
نيكي بار (بالإنجليزية: Nicky Barr)‏ هو لاعب اتحاد الرغبي وطيار أسترالي، ولد في 10 ديسمبر 1915 في ويلينغتون في نيوزيلندا، وتوفي في 12 يونيو 2006 في غولد كوست في أستراليا.